# Polina Astakhova
Polina Grigoryevna Astakhova, em russo:  Полина Григорьевна Астахова, (Dnipropetrovsk, Ucrânia, 30 de outubro de 1936 - 5 de agosto de 2005) foi uma ginasta, que competiu em provas de ginástica artística pela extinta União Soviética. Polina foi detentora de cinco medalhas olímpicas, sendo tri-campeã por equipes e bicampeã das barras assimétricas. Em campeonatos mundiais, foi bicampeã por equipes e em campeonatos europeus, bicampeã da trave. A ex-ginasta teve como principal aparelho as barras assimétricas.

## Carreira
Astakhova começou a interessar-se pela modalidade artística aos treze anos, enquanto assistia ginastas competindo em Donetsk, cidade para a qual acabara de se mudar. Quando criança, sofreu com tuberculose e isso deixou sua saúde frágil. Porém, isso não a impediu de buscar o que desejava. Ao iniciar seus treinamentos, praticava no ginásio de Shakhtuor, sob os cuidados de Vladmir Smirnov. Por conta de sua graça durante as performances, a então ginasta ganhou um apelido - Madonna, dado pelos jornalistas italianos. Entre os anos de 1955 e 1968, ao lado de Larissa Latynina, Polina defendeu a equipe soviética em disputas nacionais e internacionais, principalmente nas provas das barras assimétricas.
Em 1954 Astakhova competiu no Campeonato Soviético pela primeira vez. Dois anos mais tarde, participava de sua primeira Olimpíada, entrando como o membro mais jovem dentre as ginastas. Suas conquistas olímpicas incluem cinco medalhas de ouro - um tri-campeonato por equipes e um bicampeonato nas assimétricas (derrotando, na última disputa a tcheca Vera Caslavska) -, duas pratas no solo e três bronzes.
Após encerrar sua carreira como ginasta, Polina continuo envolvida com o desporto. Em 1972 trabalhou como treinadora do Estado da URSS durante algum tempo, onde treinou ginastas como Olga Korbut. Como treinadora, conquistou duas medalhas de ouro olímpicas por equipes: A primeira em 1972 e a outra em 1980.
No ano de 2002, a já ex-treinadora foi incluída no International Gymnastics Hall of Fame. Astakhova passou os últimos anos da sua vida em Kiev - Ucrânia. A ex-ginasta faleceu no dia 5 de agosto de 2005, aos 68 anos de idade, em decorrência de causas não divulgadas.

## Principais resultados
| Ano  | Evento                                    | AA                | Equipe                                | Salto sobre o cavalo | Trave             | Barras assimétricas | Solo              |
| ---- | ----------------------------------------- | ----------------- | ------------------------------------- | -------------------- | ----------------- | ------------------- | ----------------- |
| 1956 | Jogos Olímpicos                           |                   | Medalha de ouro · Aparelhos portáteis |                      |                   |                     |                   |
| 1956 | Campeonato Nacional Soviético             | Medalha de bronze |                                       |                      | Medalha de bronze |                     | Medalha de bronze |
| 1957 | Campeonato Nacional Soviético             |                   |                                       |                      | Medalha de bronze |                     |                   |
| 1958 | Campeonato Mundial de Ginástica Artística |                   | Medalha de ouro                       |                      | Medalha de bronze |                     |                   |
| 1958 | Campeonato Nacional Soviético             | Medalha de bronze |                                       | Medalha de bronze    | Medalha de prata  |                     | Medalha de bronze |
| 1959 | Campeonato Europeu                        |                   |                                       |                      | Medalha de ouro   |                     | Medalha de ouro   |
| 1959 | Campeonato Nacional Soviético             | Medalha de ouro   |                                       |                      | Medalha de ouro   | Medalha de prata    | Medalha de ouro   |
| 1959 | Copa Soviética                            | Medalha de ouro   |                                       |                      | Medalha de ouro   | Medalha de bronze   | Medalha de ouro   |
| 1960 | Campeonato Nacional Soviético             |                   |                                       |                      | Medalha de ouro   | Medalha de prata    | Medalha de ouro   |
| 1960 | Jogos Olímpicos                           | Medalha de bronze | Medalha de ouro                       |                      |                   | Medalha de ouro     | Medalha de prata  |
| 1960 | Copa Soviética                            | Medalha de ouro   |                                       |                      |                   |                     |                   |
| 1961 | Campeonato Europeu                        | Medalha de prata  |                                       |                      | Medalha de ouro   | Medalha de ouro     | Medalha de prata  |
| 1961 | Campeonato Nacional Soviético             |                   |                                       |                      | Medalha de prata  | Medalha de ouro     | Medalha de prata  |
| 1961 | Copa Soviética                            |                   |                                       |                      | Medalha de prata  | Medalha de ouro     |                   |
| 1962 | Campeonato Mundial de Ginástica Artística |                   | Medalha de ouro                       |                      |                   |                     |                   |
| 1962 | Campeonato Nacional Soviético             | Medalha de bronze |                                       |                      | Medalha de prata  |                     | Medalha de bronze |
| 1963 | Campeonato Nacional Soviético             | Medalha de bronze |                                       |                      | Medalha de ouro   |                     | Medalha de prata  |
| 1963 | Copa Soviética                            | Medalha de ouro   |                                       | Medalha de prata     | Medalha de ouro   | Medalha de prata    | Medalha de ouro   |
| 1964 | Campeonato Nacional Soviético             |                   |                                       |                      | Medalha de prata  |                     | Medalha de ouro   |
| 1964 | Jogos Olímpicos                           | Medalha de bronze | Medalha de ouro                       |                      |                   | Medalha de ouro     | Medalha de prata  |
| 1965 | Campeonato Nacional Soviético             | Medalha de prata  |                                       |                      |                   | Medalha de bronze   |                   |
| 1965 | Copa Soviética                            | Medalha de ouro   |                                       |                      |                   |                     |                   |
| 1966 | Campeonato Mundial de Ginástica Artística |                   | Medalha de prata                      |                      |                   |                     |                   |
| 1966 | Campeonato Nacional Soviético             | Medalha de bronze |                                       |                      |                   |                     |                   |
| 1967 | Campeonato Nacional Soviético             |                   |                                       |                      | Medalha de bronze |                     |                   |